# Sawah Lebar Baru
Sawah Lebar Baru is een bestuurslaag in het regentschap Bengkulu van de provincie Bengkulu, Indonesië. Sawah Lebar Baru telt 7642 inwoners (volkstelling 2010).